# دارغا
الدارغا (البشكيرية: даругаـ، التتارية: даруга، هو مصطلح من المغولية من "دارو-" ويعني "لتضغط، لتختم" ) وكان تقسيمًا إقليميًا في الإمبراطورية المغولية. وكان يحكم الدارغا شخص في منصب داروغاتشي.
لاحقًا، استُخدم المصطلح للإشارة إلى المقاطعة، لا سيما في قازان وخانات سيبيريا في القرنين الخامس عشر والسادس عشر. كما استُخدم في الأجزاء المأهولة بالترك من الإمبراطورية الروسية في القرنين السادس عشر والثامن عشر. وفي إيران الصفوية، كان لقبًا يعني الحاكم. وكان ميرمان ميريمانيدزه أحد العديد من الضباط الصفويين الذين حملوا اللقب.
في عام 1762، سيطر شعب الباشكير على داروغيات قازان ونوجاي وأوسين سيبيريا.
في سلطنة مغول الهند المسلمة، كان "الداروجا" لقبًا لضابط شرطة المنطقة. وظل هذا اللقب ساريًا حتى القرن العشرين خلال فترة الحكم البريطاني.

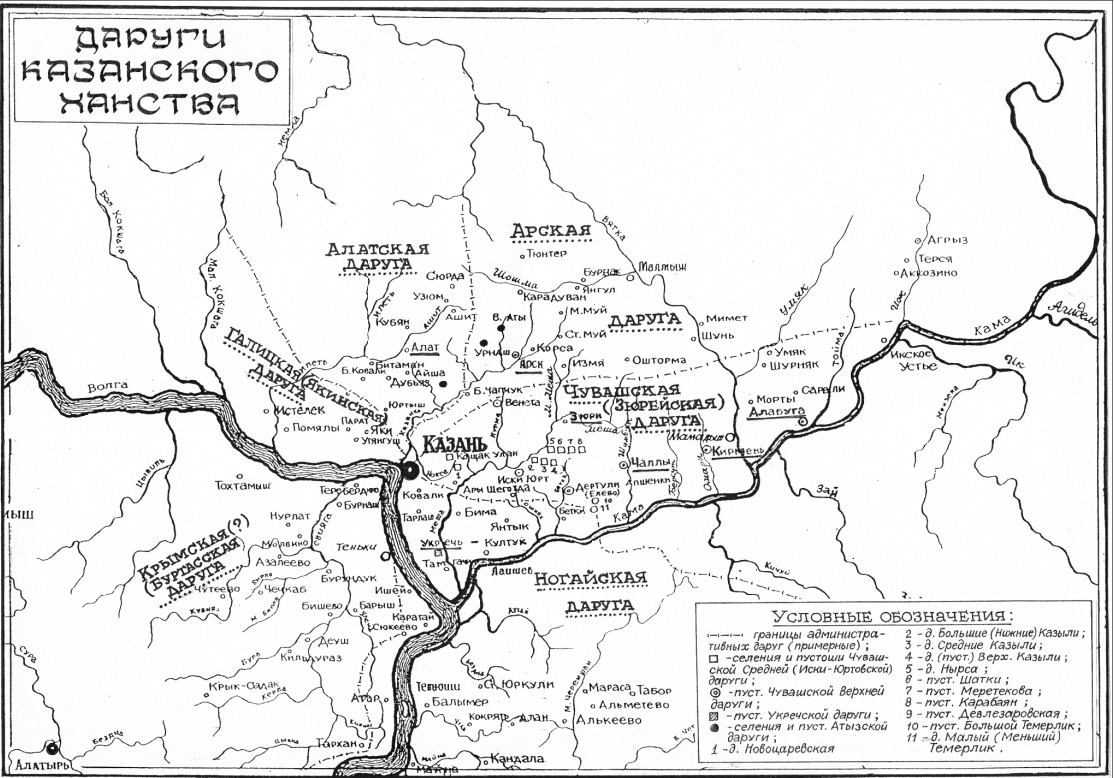
خانات داروجا في قازان

## في خانية قازان كان هناك 5 داروغ:
- داروجا الجاليكية - (طريق التجارة إلى الروس )
- داروغا ألات - (طريق التجارة إلى ماريبون)
- أرسكايا داروجا - (طريق التجارة إلى آرس أودمورتس)
- زوريا داروجا - (الطريق التجاري إلى بولغار تشوفاش)
- نوجاي داروجا - (الطريق التجاري إلى الكيبتشاك والبشكير ونوجاي)